# Єрошенко Микола Васильович
Микола Васильович Єрошенко (нар. 6 лютого 1937) — український радянський діяч, директор Київського спеціалізованого тресту овоче-молочних радгоспів Київської області. Член ЦК КПУ в лютому 1976 — лютому 1981 року.

## Життєпис
Освіта вища. Член КПРС з 1965 року.
На 1972—1981 роки — директор Київського спеціалізованого тресту овоче-молочних радгоспів Київської області.
Потім — на пенсії в місті Києві.

## Нагороди
- ордени
- медалі